# Експлозивни глодари
Eксплозивни пацов или пацовска бомба је било оружје које је развила британска управа за специјалне операције (SOE) у Другом светском рату за употребу против Немачке. Лешеви пацова били су пуњени пластичним експлозивом и требало је да буду распоређени у близини Немачких котларница, где се очекивало да ће бити одложени спаљивањем, при чему би накнадна експлозија могла да изазове експлозију котла. Експлозивни пацови на крају нису никад били употребљени. 

## Развој
Британски извршни директори специјалних операција, током Другог светског рата, набављивали су стотине глодара, наводно у медицинске сврхе, у којима је на крају ушивен пластични експлозив.
Када би се мртви пацов откриво у котларници локомотиве, фабрике, електране или сличног постројења, ложач који чува котао, одложио би пацова лопатом у пећи, те тако би изазвао експлозију. 

## Оперативна историја
Британски тајни агенти кренули су у рат иза непријатељских линија наоружани сапуном који експлодира, кломпама, флашама, пумпама за бицикле, коферима и пацовима. Ови документи су били скривени у Вајтхол трезору, преко 50 година.
Прву пошиљку мртвих пацова су пресрели Немци,због тога је план SOE био одбачен.Немци су потом излагали пацове у врхунским војним школама,и тражили су још експлодирајућих пацова.
У неким биографијама је записано да су пацови оштетили девет котлова у белгијским фабрикама, али је то вероватно мит.